# Kató Hámán
Kató Hámán (Kompolt, 2 de desembre de 1884 - Budapest, 31 d'agost de 1936) va ser una esperantista i comunista hongaresa. Va ser presonera política sota el règim feixista de Miklós Horthy. Durant la dècada del 1950 va ser considerada una heroïna obrera de la República Popular d'Hongria. El Dia Internacional de les Dones de 1960 es va emetre un segell en honor seu. Un altre segell es va emetre el 1984 en el 100è aniversari del seu naixement.

## Biografia
Hámán va treballar com a caixera en una empresa de ferrocarrils abans de convertir-se en representant sindical. Va estudiar esperanto i va ser dirigent, juntament amb Károly Őry i Ignác Gőgös, del Partit Comunista Hongarès.
Hámán va ser jutjada el 1925 i empresonada però va aconseguir escapar i va fugir a Viena, tot i que va ser arrestada de nou el 1934. Hámán va morir a Budapest després de sortir de la presó el 1936 a causa dels maltractes allí rebuts.
Més endavant, es va col·locar una placa commemorativa a la seva casa natal amb la inscripció: «En aquesta casa va viure entre 1919 i 1931 Kató Hámán, una figura eminent del moviment obrer que va ser assassinada en una presó feixista de Horthy». Després de la dissolució de la Unió Soviètica la placa va ser traslladada al Parc Memento inaugurat el 1993.
El 1956 hi havia una estàtua d'ella a l'entrada de l'estació de trens Nyugati pályaudvar de Budapest. Algunes escoles i carrers van anomenar-se en honor seu, però en la seva majoria s'han reanomenat posteriorment.